# Бечка филхармонија
Бечка филхармонија, основана 1842. године, сматра се једним од најбољих оркестара на свету.
Бечка филхармонија има седиште у Музикферајну у Бечу, у Аустрији. Њени чланови су изабрани из оркестра Бечке државне опере. Избор укључује дуготрајан процес, при чему сваки музичар демонстрира своју способност за најмање три године наступа за оперу и балет. Након овог пробног периода, музичар може затражити апликацију за позицију у оркестру.

## Историја

### Порекло и формација
До тридесетих година 20. века, оркестралне представе у Бечу радили су ад хок оркестри, састављени од професионалних и (често) аматерских музичара који су се окупљали за специфичне представе. Године 1833. Франц Ланер формирао је претечу Бечке филхармоније, Кунстлерферајн - оркестар професионалних музичара из Бечке дворске опере (Wiener Hofoper, сада Бечка државна опера); имао је четири концерта, сваки је укључивао Бетовенову симфонију. Сама Бечка филхармонија настала је девет година касније, 1842. године, а оформила ју је група која се редовно састајала у гостионици Цум Амор, укључујући песника Николауса Ленауа, уредника новина Аугуста Шмита, критичара Алфреда Бекера, виолинисту Карлца Холца, грофа Лаурецина и композитора Ота Николаја који је био и главни диригент постојећег оркестра у бечком позоришту. Моско Карнер је написао у Новом расту речника Музике и Музичара да је "Николај био најмање одушевљен идејом, и да је морао бити уверен од других; први [концерт] је дириговао 28. марта 1842." Оркестар је био потпуно независан, састављен од чланова оркестра Хофопер, и доносио је све своје одлуке демократским гласањем својих чланова; свакодневно руководство је обављало демократски изабрано тело, управни одбор.
Николај и оркестар су одржали само 11 концерата у наредних пет година, а када је Николај напустио Беч 1847. године, оркестар је скоро преполовљен (New Grove примећује поремећај изазван револуцијом 1848. као препреку). Између 1854. и 1857. године Карл Екерт - први стални диригент Бечке дворске опере (Wiener Hofoper) - предводио је (придружену) Бечку филхармонију на неколико концерата. Године 1857. Екерт је постао директор Хофопера - први музичар којем је дата та функција, 1860. године, спровео је четири претплатничка концерта Бечке филхармоније. Од тада, пише виолиниста и председник Бечке филхармоније Клеменс Хеллсберг, "Филхармонијски концерти су извођени без прекида."

## Ера претплатника 1860-1933.
Године 1860. оркестар је изабрао Ота Десофа за сталног диригента. Према Максу Калбецку, бечком музичком критичару, уреднику новина и биографу, слава и изврсност Бечке филхармоније резултат је Десофове "енергије и осећаја сврхе". Клеменс Хелсберг даје специфичности, пишући то током година Десофа, репертоар Бечке филхармоније је константно прошириван, уведени су важни организациони принципи (музички архиви, правила процедуре) и оркестар се преселио у свој трећи нови дом [1870], новоизграђени Голденер Сал у Музикферајновој згради у Бечу [ у којој се и даље изводи], што се показало као идеално место, са својим акустичким карактеристикама које утичу на стил и звук оркестра." После петнаест година, 1875. године, Десоф је" интригом избачен са своје позиције у Бечу " и напустио је Беч да би постао диригент (Hofkapellmeister) у Бадише Штатскапеле у Карлсруеу, Немачка. Следеће године у Карлсруеу испунио је захтев свог пријатеља Јоханеса Брамса да изведе прву представу своје Симфоније бр. 1, 1873, Брамс је извео премијеру својих Варијација на тему Хајдна са Десофовом Бечком филхармонијом.
Године 1875. оркестар је изабрао Ханса Рихтера да преузме Десофово место као претплатнички диригент. Остао је до 1898. године, осим у сезони 1882/1883, када је био у спору са оркестралним одбором (током ове паузе Вилхелм Јан из Бечке дворске опере служио је као претплатнички диригент). Рихтер је предводио ВПО у светским премијерама Брамсове Друге симфоније (1877), Трагичне увертире (1880) и Симфоније бр. 3 (1883), Концерт за виолину Чајковског (1881), а 1892. 8. симфонија Антона Брукнера. Био је то Рихтер који је 1881. године поставио Арнолда Росеа за концертног мајстора, који је требало да постане шурак Густава Малера и био концертни мајстор до Аншлуса 1938. Да би имао право на пензију, Рихтер је намеравао да остане на својој позицији 25 година (до 1900. године), и то је можда учинио, с обзиром да га је оркестар једногласно поново изабрао у мају 1898. Али он је поднео оставку 22. септембра, позивајући се на здравствене разлоге, иако биограф Кристофер Фифиелд тврди да су прави разлози били они које је желео да обиђе. Рихерд је препоручио Малера или Фердинанда Лове оркестру за његову замену.
Године 1898., 24. септембра, оркестар је изабрао Густава Малера. (30. маја 1899. про-Малерове и про-Рихтерове фракције су имале "жучан састанак одбора", ствари су коначно решене у августу када је Рихерд писао својим присталицама "благо одбијајући њихову понуду".) Под Малеровом палицом, Бечка филхармонија је први пут свирала у иностранству на Светској изложби у Паризу 1900. године. Док је Малер имао јаке присталице у оркестру, суочио се са несугласицама других оркестралних чланова (нереконструисана про-Рихердова фракција плус антисемитски, према Џенс Малте Фишер), критика његових ре-дотицаја Бетовена, и аргументи за оркестар и нове политике које је наметнуо; коначно, "његов радни однос са Бечком филхармонијом и даље је био подстакнут огорчењем и потпуно се покварио у новембру 1900." Он је дао оставку 1. априла 1901. године, наводећи здравствене проблеме као изговор, као Рихерд, али настављајући да се активно бави негде другде (остао је директор удруженог Хофопера до 1907).
Године 1901, Јозеф Хелмесбергер млађи кратко је заузео његово место; остао је само до 1903.
Године 1908, након интервала без званичног претплатничког диригента, оркестар је изабрао Феликса Вајнгартнера на ту функцију; остао је у њему до 1927. године, и са њима је одржао најмање 432 концерата, укључујући и прву турнеју ВПО-а по Јужној Америци 1922. Вајнгартнеров интерпретативни став био је супротан Малеровом (Малер је користио изражене темпо флуктуације у Бетовену, док је Вајнгартнер осуђивао "темпо рубато проводнике"); али као и Малер, он се сматрао првенствено композитором, а између 1910. и 1923. водио је оркестар у најмање једном делу своје музике по сезони. Био је најпознатији по свом Бетовену - компоновао је најмање две симфоније по сезони и комплетне циклусе 1916/17 и 1926/27. Први концерт оркестра, посвећен искључиво музици Јохана Штрауса млађег (за композиторову стогодишњицу), 25. октобра 1925. водио је Вајнгартнер.
Године 1927., када је Ваингартнер дао оставку, оркестар је изабрао Вилхелма Фуртванглера. Он је поднео оставку на крају сезоне 1929/30 због повећаних професионалних захтева у Берлину.
Године 1930. оркестар је изабрао Клеменса Крауса за ту позицију. На Салзбуршком фестивалу у летњим месецима 1929-1933. Водио је оркестар на годишњем концерту Штраус валцера, претеча концерата Новогодишњег дана који је касније основао.  Краус је отишао 1933. да би постао директор берлинске државне опере (након што је Ерик Клеибер дао оставку да се успротиви нацистичкој владавини).

## 1933 до 1945.
Од 1933. године, оркестар није имао ниједног претплатничког диригента, али према New Grove, "између 1933. и 1938. године, Бруно Валтер и Вилхелм Фуртвенглер делили су филхармонијске концерте између њих и током нацистичког периода. Фуртвенглер је био стални диригент "; Насупрот томе, историја вебсајта Бечке филхармоније каже: "Фуртвенглер је заправо био главни диригент оркестра од 1933. до 1945. и поново од 1947. до 1954." У прилог тврдњи New Grove о Валтеровој улози, може се приметити да је од 1933. до 1938. године Беч постао његов дом (након што га је из Немачке одвезао Трећи рајх), био је уметнички директор Бечке државне опере од 1936. до 1938. и често је водио Бечку филхармонију, правећи велики број снимака са оркестром (укључујући и Die Walküre чин 1 Рихарда Вагнера и делове дела 2, прве снимке Малеровог Das Lied von der Erde и његове Симфоније бр. 9, и бројне симфонијске снимке) и узимање оркестра на обилазак у Енглеску и Француску 1935. У прилог веб страници ВПО-а, Ото Штрасер (који је свирао у оркестру од 1922. до 1967. и био је председник ВПО-а који је набавио Фуртванглер-ове ратне услуге) рекао је да нас је Фуртвенглер толико утицао да смо постали прави Фуртвенглер оркестар.
Други диригенти који су радили са оркестром средином 1930-их пре Аншлуса били су Артуро Тосканини, Ваингартнер, Ханс Кнаперцбуш, Ото Клемперер, Адриан Боулт, Виктор де Сабата и Џорџ Сзел. Последњи концерт Валтер је извео пред Аншлус, 20. фебруара 1938., на светској премијери Prosperos Beschwörungen Егона Велеза и Симфоније бр. 4. Антона Брукнера.
После Аншлуса и током Другог светског рата списак је обухватао Фуртванглера, Крауса, Кнапербуша, Вилема Менгелберга и Карла Бема. Историја оркестра у овом периоду била је тема текућих дискусија и истраживања, укључујући и велику количину коју је оркестар наручио.

## После Другог светског рата
Године 1946., када су ови диригенти били подвргнути денацификацији - успешно у случају Фуртвенглер-а, безуспешно у случају Менгелберга - оркестар су првенствено водили диригенти нетакнути од стране нацистичког удружења, укључујући Јозефа Крипса, Ерика Лајнсдорфа, Волкмара Андреаеа, Паула Параиа и Чарлса Минха. Изузетак је Херберт фон Карајан, који је дебитовао са оркестром у два концерта у јануару, али није био у стању да одржи трећи заказани концерт када су окупационе власти тражиле од њега да се подвргне денацификацији (његов трибунал у Бечу је био у фебруару 1947).  Након одобрења, наставио је дириговање крајем 1947. и развио значајну везу са оркестром (више у наставку).
Године 1947. Бруно Валтер се поново окупио са оркестром као диригент када се појавио на првом Единбург Фестивалу. Они су извели један рад, Малеров циклус песме Das Lied von der Erde.
У послератној ери, десетине најпознатијих светских диригената водило је оркестар. Међу њима нису били само Валтер, Фуртвенглер, Кнаперцбуш, Краус, Сел, Клемперер и Крипс, већ и Јохн Барбироли, Карло Мариа Гиулини, Ерих Клајбер, Зубин Мехта, Фриц Рајнер, Џорџ Солти, Клаудио Абадо, Рикардо Мути, Николаус Арнонкур, Лорин Мазел, Даниел Баренбојм, Густаво Дудамел, Роберто Карневале, Валери Гергиев и Франц Велзер-Мест. Оркестар је направио своју прву америчку турнеју 1956. године под палицама Карла Шурихта и Андреа Клуитенса. Три диригента добила су почасна звања оркестра у каснијем 20. веку: Карајан и Карл Бем, који су постали почасни диригенти, и Леонард Бернстајн, који је постао почасни члан оркестра. Пиер Боулез, који је често водио оркестар, постао је почасни члан 2007. године. Још један значајан однос био је са славним диригентом Карлосом Клајбером, који се први пут појавио са оркестром 1974. и последњи 1994. године, његово најдуже повезивање са било којим ансамблом, чак и ако је укључивао само 30 наступа, Клеменс Хелсберг је писао о "контрасту"  Коначно, грамофонске снимке Иштвана Кертеза са Бечком филхармонијом током шездесетих и седамдесетих година представљају врхунац у историји оркестра.
Дана 7. маја 2000. оркестар је извео Бетовенову Девету симфонију на месту концентрационог логора у Аустрији, Маутхаусен, у знак обележавања 50. годишњице свог ослобођења. Симон Ратле је водио, а солисти су били Рут Зиесак, Ангелика Кирцшлагер, Винсон Цоле и Томас Куастоф; сви уметници и оркестар наступали су без накнаде и без аплауза на крају. Симфонији је претходила рецитација Кадиша, молитва жалости, Паул Ајзенберг, главни рабин Аустрије, и погребна молитва El male rachamim, коју је отпевао Шмуел Барцилаи, главни кантор израелске заједнице ), у пратњи чланова оркестра и Wiener Singverein; оркестрални аранжман био је Ерик Шагерл, виолиниста у оркестру.
Оркестар је 2005. године проглашен за амбасадора добре воље Светске здравствене организације. Године 2013. Клеменс Хелсберг је примио медаљу Мариета и Фридрих Торберг од Israelitische Kultusgemeinde Wien (Бечка израелска заједница).
Сваке Нове године од 1. јануара 1941. године, ВПО је спонзорисала Бечке новогодишње концерте, посвећене музици композитора породица Штраус, а посебно Јохану Штраусу II; Први такав концерт одржао је 31. децембра 1939. Клеменс Краус, водио је наредне концерте за Нову годину од 1941. до 1945. Послератни низ концерата отворио је 1946. Јозеф Крипс. Водио их је Краус, затим концертмастер Вили Босковски од 1955–1979, а од 1980. године водио их је низ водећих диригената које је позвао оркестар.

## Пријем код критичара и популарност
Бечка филхармонија је 2006. године изабрана за најбољи оркестар Европе у истраживању седам водећих трговинских публикација, две радио станице и дневне новине. Године 2008. међународни жири музичких критичара које је анкетирао британски часопис Gramophone сврстао га је на треће место у свету (након Royal Concertgebouw Orchestra и Берлинске филхармоније).
Потражња за претплатом за Бечку филхармонију у њиховом дому, Музикферајн, тренутно се налази на интернет страници оркестра као предмет листе чекања - шест година за претплату на концерте у дану и тринаест година за претплату на викенд.  Повремене карте су, међутим, доступне у малом броју и могу се купити путем линкова са званичног сајта, до разних продаваца карата. Такође је могуће резервисати пакет аранжмане који укључују превоз, хотелски смештај, оброке и улазнице за концерте.
Оркестар је био мотив једне од најпознатијих светских кованица: новчића Бечке филхармоније. Новчић је обрађен чистим златом, 999.9 фино (24 карата). Издаје се сваке године, у четири различите номиналне вредности, величине и тежине. Користи се као инвестициони производ, иако готово увек завршава у рукама сакупљача. Према Светском савету за злато, овај новчић био је најпродаванији златник 1992., 1995. и 1996. године широм света.
Године 2006. аустријски авио превозник (Austrian Airlines) је био опремљен ливом са златним новцем и логотипом Бечке Филхармоније. Авион Ербас А340 дугог домета летео је првенствено између Беча и Токија приближно годину дана, служећи као промотивни алат за оркестар и филхармоничаре, кованица од 24 каратног злата коју је издала аустријска ковница.

## Пословна структура
Бечка филхармонија послује под називом "Демократска самоуправа". Док се многи оркестри изводе под више корпоративним моделом са музичарима као радом за управљање оркестром, владајуће тело Бечке филхармоније је пуноправно чланство у оркестру. Свакодневне одлуке делегирају се дванаест изабраних чланова управног одбора.

## Звук и инструменти
За Бечку филхармонију је већ било запажено да има карактеристичан звук крајем прошлог века. Давид Хурвиц напомиње да је Бруно Валтер рекао интервјуисти на аустријском радију 1960. да је саслушање Бечке филхармоније први пут 1897. године за Валтера (у Хурвицовом преводу): "... утисак који мења живот, јер је то био оркестар који сам искусио од тада - имам осећај: ово је начин на који би требало да звучи оркестар, онако како би требало да свира. Никада нисам чуо лепоту, ту смиреност звука, ту врсту глисанда, начин на који вибрато, звук низа, спој дрвених дувача са жицама, равнотежа месинга у комбинацији са удараљкама доприносе укупној сонорности оркестра. За мене је овај утисак био дефинитиван, а сада бих волео да предвидим тачку и да вам кажем ово: овај звук, 1897, је исти данас. ”
ВПО звук је делимично приписан ВПО инструментима и делимично његовим стиловима играња.
Инструменти: Барем део карактеристичног звука Бечке филхармоније приписује се употреби инструмената који се разликују од оних који се користе у другим већим оркестрима:
- Стандардна висина подешавања оркестра је А4 = 443 Hz; стандард тунинга за А4 се генерално разматра на фреквенцији од 440 Hz.
- ВПО користи кларинет немачког система (Охлер систем). Поређења ради, кларинет у Боем систему је фаворизован у земљама које нису немачко говорно подручје.
- Исто тако, док је Хекелов фагот сада норма за већину оркестара широм света, у ВПО-у се Хекелов фагот игра готово потпуно без вибрата.
- Користи се труба са ротационим вентилом, али за разлику од већине других германских оркестара, ВПО преферира ротирајуће трубе мањих проврта од произвођача као што су Хекел и Лахнер.
- Као и његове колеге у другим земљама у Аустрији, Немачкој и Русији, ВПО фаворизује Ф бас и Б-флат туба са ротирајућим вентилима, док је ЦЦ клипни вентил пожељан у већини америчких и неких британских оркестара.
- Тромбон има нешто мању бушотину, али то важи и за тромбон који се користи у многим немачким оркестрима.
- Тимпани имају Шнелар систем у којем се котлић гура према горе у односу на главу која је срушена. Ханс Шнелар био је тимпанист почетком 20. века и лично је направио ове бубњеве. Они такође користе главе козје коже, за разлику од главе телади или пластике, и ручно подешавање насупрот подешавању педала.
- Контрабас задржава традиционални театарски простор. ВПО користи двоструке контрабасове, као и двоструке басове са 5 жица, при чему се прамац увек држи испод руке (немачки лук).
- Бечка обоа је, заједно са бечким рогом, можда најизразитији члан ВПО инструментаријума. Има посебан систем бушења, трске и прстију и веома се разликује од иначе међународно коришћене конзерваторске (француске) обое.
- Бечки рог у Ф користи Пумпенвентил. За разлику од ротационих вентила који се користе на већини других оркестралних рогова, Пумпенвентил доприноси течном легату који је један од заштитних знакова бечке школе. Бушотина Бечког рога је такође мања од модернијих рогова - заправо, веома близу оној валовитог природног рога. Бечки рог је остао практично непромењен од средине деветнаестог века - као резултат тога је вероватно погодан за класични и романтични репертоар у средишту ВПО програмирања.

С друге стране, најмање два инструмента или породица инструмената су као у другим оркестрима. Према вебсајту Бечке филхармоније, "флаута је углавном иста као и конвенционална Бохм флаута, која се широко користи широм света. Такође, бечки звук звона не треба приписивати јединственим атрибутима инструмената, према ВПО-у, који пише на својој веб страници: "Нема сумње да сами бечки гудачки инструменти, за разлику од ветрова, нису од примарне важности у стварању јединственог звука оркестра. Уз неколико изузетака, квалитет инструмената гудачке секције није посебно изражен." Наравно, инструменти су високог квалитета; Аустријска централна банка (Oesterreichische Nationalbank) тренутно одобрава ВПО-у четири виолине које је направио Антонио Страдивари.
Инструменти ВПО-а и њихове карактеристичне тонске боје били су предмет опсежних научних студија Грегора Видхолма и других на Институту за музичку акустику (Wiener Klangstil – Viennese Tone Style - Бечки тонски стил) на Универзитету за музику и сценске уметности у Бечу. Вебсајт Бечке филхармоније генерализује о својим дувачким инструментима у смислу призвука: "Са изузетком флауте и, донекле, фагота, типичне разлике у тону бечких дувачких и месинганих инструмената могу се описати на следећи начин: су богатији у тоновима, тј. звучни тон је светлији."
Стилови играња: Оркестар је 2004. године почео нудити летњи институт, Интернационални институт за оркестре Атергеј за Винер Клангстил, како би упутио друге музичаре у бечки стил игре.
Хурвиц напомиње да је интервју Валтера из 1960. године показао да је вибратор жица (од 1960) гласно гласио као 1897. године, а такође наводи и музичког критичара Ричарда Спехта 1919. године који пише "нешто непоновљиво у вибрату и страствену виртуозност виолина" Бечке филхармоније.
Што се тиче других инструмената, користећи ране снимке, музиколог Роберт Филип је забележио неке промене у начину на који су ВПО играчи користили вибрато средином 20. века, иако је такође забележио разлике између ВПО-а и других оркестара из тог доба. Као што је било типично за ову еру, флауте пре 1945. године приказују "веома мало вибрата" у снимцима "све до Другог светског рата ... чак и у дугом солу у Mahler's Das Lied von der Erde флаутисту [под Бруно Валтером 1936] ... игра готово без вибрата "осим на" неколико дугих нота [са] деликатним вибратором средње брзине "; али "крајем четрдесетих година флаутисти су усвојили благи вибрато средње брзине". Обое пре 1940-их показују "мало или нимало вибрата", али крајем 1940-их "главни обоист је усвојио врло деликатан брзи вибрато ... али га користи веома штедљиво." Фаготисти "практично не показују вибрације до 1950-их".
Интернет страница Бечке филхармоније наводи да је данас, са флаутом, "као и у свим дувачким инструментима у бечким класицима, вибрато веома штедљив".
Филипс напомиње да је до 1931. године у Бечкој филхармонији наводно коришћена јединствена клањања, што је у Британији још увек било необично. Што се тиче портамента - клизног звука из једне ноте у другу, истакнутог ефекта међу предратним гудачима - ВПО струне 'клизање раних тридесетих' звучи више намерно изражајно, а мање ствар рутине, од британских оркестара. То је делимично и због чвршћег динамичког обликовања мелодијске линије, делом због топлијег и пунијег низа тонова. "Даље, он чује" јак доказ слободног приступа портаменту "- то јест," различитих играча ". у различитим тачкама “унутар исте фразе (која, показује, била је међународно стандардна у предратном оркестралном свирању). Он примећује смањену употребу портамента у снимцима од 1931. до 1936. године, али 1936. такође напомиње да ВПО жице још увек "упадљиво" користе портаменто у Моцарту, где су британски оркестри до тада користили мање од тога од композиторима класичне ере. Коначно, он чује "тренд ка већој суптилности у употреби портамента" после рата, са "само дискретним портаменто" у снимку под Хербертом вон Карајаном 1949.

## Контроверзе

### Оркестрално чланство жена и неевропских етничких група
Бечка филхармонија није прихватила женске музичаре за стално чланство све до 1997. године, далеко касније од сличних оркестара (од осталих оркестара који су се 2008. године сврстали међу пет најбољих у свету по часопису Gramophone, а последњи је именовао жену на сталну позицију) Берлинска филхармонија, која је то учинила 1982. Још у фебруару 1996., први флаутиста Дитер Флури рекао је Westdeutscher Rundfunk да ће прихватање жена бити "коцкање са емоционалним јединством (emotionelle Geschlossenheit) које ова организација тренутно има." У априлу 1996. године, секретар за штампу оркестра је написао да је "компензација за очекивано одсуство" породиљског одсуства проблем да они "још не виде како ће се ухватити у коштац" у текућим консултацијама са Министарством за жене Аустријске Републике о женама у оркестру.
У фебруару 1997. године, аустријски канцелар Виктор Клима рекао је оркестру "на церемонији доделе награда да постоји" креативни потенцијал у другој половини човечанства и то треба користити. "Оркестар, написао је The New York Times, био је "суочени са протестима током [америчке] турнеје" од стране Националне организације за жене и Међународног удружења жена у музици. Коначно, “након што су се подигли до пораза у друштвено конзервативној Аустрији, чланови оркестра су се 28. фебруара 1997. године окупили на изванредном састанку уочи њиховог одласка и пристали да приме жену, Ана Лелкес, као харфисту. Према Лелкеси, оркестар који је наступао од 1974. године, био је "страшно уплашен могућношћу демонстрација америчких активиста за женска права. Мислим да је овај притисак био одлучујући"; она додаје да је оркестар гласао да је прихвати не једногласно већ "великом већином", и да су гласови показали разлике у генерацијама, са пензионисаним члановима који су гласали против ње, али "доста [млађих играча] се окупило, чак се организовало и рекло ово се не може наставити даље. Млађа генерација је устала за мене ... "
Од 2013. године оркестар има шест чланова; једна од њих, виолинисткиња Албена Данаилова постала је једна од концертних мајстора оркестра 2008. године, прва жена која је заузела ту позицију. У јануару 2005. године аустралијска диригенткиња Симоне Јанг постала је прва жена која је водила Бечку филхармонију. Крајем децембра 2012. године питање родне равнотеже остало је проблем у Аустрији: аустријски Радио ОРФ је приметио да жене још увек чине само 6% чланства оркестра, у поређењу са 14% у Берлинској филхармонији, 30% у Лондонском симфонијском оркестру, а 36% у Њујоршкој филхармонији; он је потврдио напредак, али је изразио забринутост да је сувише спор. С друге стране, он је цитирао председника ВПО-а Клеменса Хелсберга који је рекао да ВПО сада користи потпуно слепе аудиције, једноставно бира "најбоље што добијамо", што подразумева да би пуноправна равноправност полова захтевала време док се стари чланови повлаче и нове аудиције под родним неутралним условима (Бечка филхармонија неће запослити музичаре старијих од 35 година и има обавезну старосну границу за одлазак у пензију од 65 година; 30 година радног стажа је потребно да би се добила пуна пензија).
Такође постоји тврдња да оркестар није увек прихватио чланове који су видно припадници етничких мањина. Године 1970. Ото Штрасер, бивши председник Бечке филхармоније, написао је у својим мемоарима: "Сматрам да је погрешно што данас подноситељи захтева играју иза платна; аранжман који је уведен након Другог светског рата како би се осигурале објективне просудбе. Непрестано сам се борио против тога ... јер сам убеђен да уметнику припада и особа, да не само да се чује, већ и види, да би му се судило у целој његовој личности. Гротескна ситуација која се одиграла након мог пензионисања није могла да промени ситуацију, један подносилац се квалификовао као најбољи, и како је екран био подигнут, тамо је стајао Јапанац пред омамљеном поротом. Његово лице се није уклапало у Pizzicato-Polka новогодишњег концерта."1996. године, флаутиста Флури је још увек изражавао мишљење да" душа не допушта да буде одвојена од културних корена које имамо овде у централној Европи."
Године 2001. члан је био виолиниста који је био полуазијски. Комплетна листа музичара, мушкараца и жена, укључујући и оне који играју са Бечком филхармонијом, али нису чланови ВПО асоцијације, доступна је на сајту Бечке филхармоније.

## Период под национал-социјализмом
Бечка филхармонија је деценијама била оптужена за прикривање или сузбијање информација о својим везама средином 20. века за нацистичку партију. Први оркестрални представник који је расправљао о том питању био је Клеменс Хелсберг (такође трениран као музиколог). Demokratie der Könige (Democracy of Kings - Демократија краљева). У њему је утврдио да на крају Другог светског рата 47% припадника оркестра припада Нацистичкој партији или партијама (сада се зна да је укупан број 49%), да је на Аншлусу отпуштено тринаест јеврејских играча, од којих је шест убијено (сада се зна да их је седам), и "да је ВПО некада одржао концерт у касарни СС."  Али још је остало да се истражи и објави, а приступ релевантним материјалима у оркестру архива био је веома ограничен. Хелсберг, који је постао председник оркестра 1997. године, није имао потпуни приступ архивама до 2000/2001, а историчар Фриц Трумпи јавља, када је 2003. године почео да истражује активности Трећег рајха и тражио приступ, " одбачена је од стране руководства оркестра са чврстим 'не' ... идеју да спољни истраживачи могу доћи и укоренити се у њиховој архиви дуго се сматрало табуом. "Трумпи је добио приступ 2007. године, али други истраживачи су известили наставак искључивања, као што је Бернадете Маирхофер 2008. године, аустријски лист Die Presse објавио је 2008. (у сажетку Себастиана Хуебела) да су "научници имали потешкоћа у истраживању Бечке филхармоније јер им није био дозвољен приступ архивама, или су извори достављени невољно и са благовременим кашњењима."
Концерт 2013. године за Нову годину изазвао је критичку дискусију о овом питању у аустријској штампи  и од аустријског парламентарца Харалда Валсера. Убрзо након тога, Хеллсберг је наручио независни панел од три историчара - Трумпи, његов саветник за дисертацију Оливер Ратхколб (професор на Универзитету у Бечу) и Бернадете Маирхофер - да у потпуности истраже активности Трећег рајха оркестра и (да наведу Facebook feed оркестра), "у духу транспарентности", објавити резултате на веб страници оркестра. Панел је добио неограничен приступ архивама. Ратхолб је рекао једном интервјуисти: "Успели смо да нађемо нове документе у подруму, који је обично садржао архивирану музику. Био је то члан оркестра који нас је упутио на то."
Дана 10. марта 2013. - датум који је изабран да претходи 12. марта, 75. годишњица Треће-рајховског синдиката са Аустријом, Аншлус - панел је објавио своје налазе у низу извештаја објављених на вебсајту оркестра. Међу налазима панела су:
- Пре Аншлауса средином тридесетих година Ратхолб пише у уводу на главну страницу, "20% чланова оркестра припадало је нацистичкој странци." Бивши генерални секретар Бечке државне опере Иоан Холендер напомиње да су се ти чланови придружили из убеђења, а не ради професионалног напредовања, јер је чланство у странци у то време било незаконито у Аустрији.[24]
- До стогодишњице оркестра 1942. године, пише Ратхолб, "60 од 123 активна [бечка филхармонија] оркестралних музичара постали су чланови [нацистичке партије]" - то јест, 48,8%. Два су била припадници СС-а. Насупрот томе, у другом великом немачком оркестру, Берлинској филхармонији, Трумпи је утврдио да су "једва 20%" били чланови странке. За даље поређење, партијско чланство у Аустрији у целини било је 10%.
- Тринаест јеврејских чланова оркестра избачено је из Аншлуса. Шест њих је побегло у изгнанство, осталих седам је убијено - пет у концентрационим логорима, а два док су још била у Бечу, пише Ратхолб, "као директан резултат покушаја депортације и прогона.
- Ратхолб пише: "Укупно девет чланова оркестра били су прогнани [укључујући шест поменутих чланова Јевреја] ... Једанаест преосталих чланова оркестра који су били у браку са Јеврејима или стигматизовани као" пола Јевреји "живели су под сталном претњом одузимања њихове „посебне дозволе“. ... Само је интервенција Вилхелма Фуртвенглера и других појединаца који су ... са два изузетка, спасили [ових 11 преосталих] 'полу-Јевреја' и 'блиско повезани' од отпуштања из Оркестра Бечке државне опере. "
- Од музичара ангажованих да замене 13 отпуштених јеврејских чланова, око половине су били припадници нацистичке партије, каже Ратхолб.
- Панел је открио нове детаље о томе како су новогодишњи концерти почели током нацистичке ере. Први концерт, који је одржан уочи Нове године 1939. године, предложио је диригент Клеменс Краус и одушевљено одобрио нацистички министар пропаганде Јозефа Гебелса, јер је служио Рајховим циљевима "пропаганде кроз забаву".  Новогодишњи концерти одржани 1941-45, оживљени су 1947. године када га је водио Јозеф Крипс, који није био у стању водити ратне године јер је био полу-јеврејин. Концерт 1939. "у потпуности је поклоњен национално-социјалистичкој кампањи за прикупљање средстава 'Kriegswinterhilfswerk'. У извештајима се такође наводи да је Гебелс приватно одлучио да игнорише информације о делимичном јеврејском пореклу породице Штраус (деда Јохан Штраус I био је Јеврејин по рођењу) делом зато што "није доказано", а делом зато што "није желео да поткопа целокупну немачку културну баштину."
- На крају рата 1945. године, оркестар је протерао десет својих чланова за нацистичку активност; два су поново запослена у наредним годинама. Један од њих, трубач Хелмут Вобих, придружио се нацистичкој партији 1933. и СС 1934. године, а током рата служио је као шпијун за Гестапо. Године 1950. поново је ангажован у оркестру, а 1953. именован је за извршног директора оркестра, а остао је на позицији до 1967. године.
- Веће је утврдило да је Вобих 1966. године приватно дао заменски примерак оркестра "Прстен части" Балдуру фон Шираху након његовог пуштања из затвора у Спандау. Као резултат извештаја панела, Корушки летњи фестивал у Клагенфурту, Аустрија, отказао је свој годишњи концерт у част Вобиха (који је био суоснивач фестивала).
- Панел објашњава како је оркестар дао "велики број почасних награда ... нацистичким моћницима, укључујући Артура Зајс-Инкварта [који је осуђен на смрт за злочине против човечности 1946. године] и Балдур фон Ширах [који је осуђен на 20 година Затвор у Шпандау]. Оркестар је такође интерно планирао дати највишу награду (Златна медаља Николаи) Адолфу Хитлеру 1942. године, али нема доказа да је ова награда икада додељена. (Ратхолб је новинарима рекао да је Хелсберг "тражио од оркестра да повуче ове чаробне прстенове.")

На свом годишњем састанку 23. октобра 2013. године, оркестар је гласао за укидање свих признања која су додељена нацистичким званичницима; он је гласао након што је Ратхолб представио налазе панела. Клеменс Хелсберг је цитиран у New York Times како каже да након Ратхолбове презентације, оркестру нису биле потребне даљње дискусије пре него што је укинуо почасти, јер "то је била тако очигледна ствар".

## Претплатници (1842—1933)
Бечка филхармонија никада није имала главне диригенте. Сваке године су изабрали уметника који ће водити све концерте одговарајуће сезоне у бечком Музикферајну. Ови диригенти су се звали Abonnementdirigenten (subscription conductors) - (претплатнички диригенти) јер је требало да изведу све концерте укључене у претплату Филхармоније на Мусиквереину. Неке од ових годишњих запошљавања су обновљене много година, друге су трајале само неколико година. Истовремено је Бечка филхармонија радила и са другим диригентима, нпр. г. на фестивалу у Салцбургу, за снимке или посебне прилике. Ширењем активности филхармоније оркестар је одлучио да напусти овај систем 1933. године.
- Otto Nicolai (1842–1848)
- Karl Anton Eckert (1854–1857)
- Otto Dessoff (1860–1875)
- Hans Richter (1875–1882)
- Wilhelm Jahn (1882–1883)
- Hans Richter (1883–1898)
- Gustav Mahler (1898–1901)
- Joseph Hellmesberger, Jr. (1901–1903)
- Felix Weingartner (1908–1927)
- Wilhelm Furtwängler (1927–1930)
- Clemens Krauss (1930–1933)